# Xích Thành
Xích Thành (chữ Hán giản thể: 赤城县) là một huyện thuộc địa cấp thị Trương Gia Khẩu, tỉnh Hà Bắc, Cộng hòa Nhân dân Trung Hoa. Huyện này có diện tích 5238 ki-lô-mét vuông, dân số 280.000 người. Mã số bưu chính Xích Thành là 075500. Chính quyền Xích Thành đóng ở trấn Xích Thành. Huyện này nằm ở đông bắc Trương Gia Khẩu, thượng lưu Bạch Hà, giáp Bắc Kinh. Thời nhà Minh lập Xích Thành Bảo, thời nhà Thanh đổi thành huyện Xích Thành, lấy tên theo núi Xích Thành. Nông sản địa phương có: ngô, cao lương, yến mạch. Khoáng sản có: than đá, quặng sắt.